# Гран-при Штирии
Гран-при Штирии (англ. Styrian Grand Prix, нем. Großer Preis der Steiermark) — один из этапов чемпионата мира по автогонкам в классе «Формула-1», впервые вошёл в календарь чемпионата мира в 2020 году: дебютный Гран-при под этим названием прошёл на трассе Ред Булл Ринг в Шпильберге.
Гран-при Штирии из-за пандемии коронавируса был включён в календарь сезона 2020 года как вторая гонка подряд, проходящая на трассе Ред Булл Ринг, названное в честь австрийской провинции Штирия, в которой находится трасса.

## Победители Гран-при Штирии

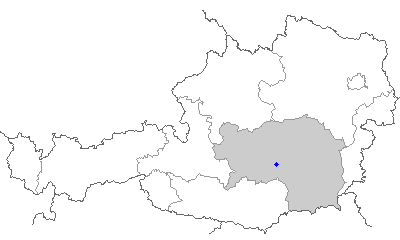
Шпильберг — место проведения Гран-при Штирии.

| Сезон | # | Пилот           | Конструктор    | Трасса        | Отчёт |
| ----- | - | --------------- | -------------- | ------------- | ----- |
| 2020  | 1 | Льюис Хэмилтон  | Mercedes       | Ред Булл Ринг | Отчёт |
| 2021  | 2 | Макс Ферстаппен | Red Bull-Honda | Ред Булл Ринг | Отчёт |